# Coordonnées isothermales
En mathématiques, et plus particulièrement en géométrie différentielle, les coordonnées isothermales d'une variété riemannienne sont des coordonnées locales où le tenseur métrique est conforme à la métrique euclidienne. Cela signifie qu'en coordonnées isothermales, la métrique riemannienne a localement la forme :
{\displaystyle g=e^{\varphi (x_{1},\cdots ,x_{n})}(dx_{1}^{2}+\cdots +dx_{n}^{2}),}
où {\displaystyle \varphi } est une fonction de classe {\displaystyle {\mathcal {C}}^{\infty }}. 
Les coordonnées isothermales sur les surfaces ont d'abord été introduites par Gauss. Korn et Lichtenstein ont par la suite prouvé que les coordonnées isothermales existent autour de tout point d'une variété riemannienne de dimension 2. Sur des variétés riemanniennes de dimension supérieure, une condition nécessaire et suffisante pour leur existence locale est l'annulation du tenseur de Weyl et du tenseur de Cotton-York.